# Anthony Rysz
Anthony Rysz (ur. 1924, zm. 20 marca 2015) – amerykański duchowny polskiego pochodzenia, biskup diecezji centralnej PNKK w latach 1969–1999.

## Życiorys
Studiował na Uniwersytecie w Scranton. W czasie II wojny światowej wstąpił do amerykańskich sił zbrojnych i jako żołnierz piechoty morskiej uczestniczył w działaniach wojennych na Pacyfiku. 
Po odejściu ze służby wojskowej zaangażował się w życie kościelne, a następnie wstąpił do seminarium duchownego PNKK. 19 października 1950 roku przyjął w Scranton święcenia kapłańskie z rąk biskupa Johna Misiaszka. Był wikarym parafii katedralnej w Scranton. W 1954 roku został proboszczem w Dupont. W 1964 roku został dziekanem senioratu Scranton.
Na XII Synodzie PNKK w Manchester został wybrany biskupem. Sakrę otrzymał 26 czerwca 1968 roku w Scranton. W latach 1968–1999 był proboszczem parafii katedralnej św. Stanisława w Scranton. W 1968 roku biskup koadiutor diecezji centralnej PNKK, a następnie w latach 1969–1999 biskup diecezji centralnej PNKK. 
Od 1980 roku reprezentował episkopat PNKK w rozmowach dwustronnych z Kościołem katolickim. Po przejściu na emeryturę został administratorem parafii PNKK w Nanticoke. W 2008 roku był sygnatariuszem Unii Scrantońskiej.